# Renat Noëll
René Noell (Perpinyà, 24 d'agost de 1921 - Tolosa de Llenguadoc, 8 de gener de 1998) fou un erudit nord-català. Treballà a la mediateca de Perpinyà des del 1966, i publicà diversos treballs. En especial, la bibliografia sobre Catalunya Nord, publicada a la revista Terra Nostra.

## Obres
- Essai de bibliographie roussillonnaise de 1940-1960 (1969)[4]
- Essai de bibliographie roussillonnaise de 1906-1940 (1973)
- Essai de bibliographie roussillonnaise des origines au 1905 (1976)
- Essai de bibliographie roussillonnaise de 1960-1980 (1983)
- Les origines du papier en Espagne et son évolution en Roussillon (1962)
- L'histoire des spectacles cinématographiques à Perpignan (1896-1914) (1970)